# Landesgartenschau Würzburg 1990
Die Landesgartenschau Würzburg 1990 war eine bayerische Landesgartenschau, die vom 27. April bis zum 21. Oktober 1990 in der unterfränkischen Stadt Würzburg stattfand.
Ziel der Gartenschau war es, im Vorgelände des Festungsberges der Festung Marienberg die Mainauen mit dem Marienberg zu verbinden und somit eine Fortführung der Glacisanlagen (Ringpark) westlich des Mains über die Wallgräben zu erhalten.
Das Gelände war geprägt durch charakteristische Wallmauern und artenreiche Wildstaudenpflanzungen. Die Wegeführung war so angelegt, dass die Besucher Erholung, Gartenkunst und Naturgenuss finden konnten.
Die im Jahr 1990 errichtete Muster-Kleingartenanlage wird heute von vielen Würzburger Bürgern genutzt und geschätzt und ist öffentlich zugänglich.
Das Gelände dient seit Jahren im Frühsommer dem „Frühling International“, einer Veranstaltung der Würzburger Internationalen Gesellschaften, als Kulisse bei der Vorstellung ihrer Partnerländer und -städte.
Die Landesgartenschau Würzburg 1990 war mit 2,5 Millionen Besuchern die bisher besucherreichste Landesgartenschau in Bayern.